# Jan zonder Vrees (fictief persoon)
Jan zonder Vrees is een Antwerps folkloristisch figuur, waarover talrijke sagen de ronde doen. Jan is een sterke, dappere man die voor niets of niemand bang is, vandaar zijn bijnaam “Jan zonder Vrees”, die dezelfde is als de middeleeuwse hertog Jan zonder Vrees.
In 1910 schreef Constant de Kinder een populaire jeugdroman rond de figuur: De wonderlijke lotgevallen van Jan zonder Vrees. Hierop zijn er vele vervolgen verschenen, geschreven door verscheidene Vlaamse schrijvers.

## Het verhaal
Volgens De Kinders boek leeft Jan zonder Vrees in het Antwerpen van de 15e eeuw, in het “Krabbenstraatje” (De Krabbenstraat). Hij wordt opgevoed door zijn grootmoeder, Moeder Neeltje, een visverkoopster. Jan noemt haar lieflijk "Grootje" en gebruikt ook vaak de uitdrukking "Bij de muts van mijn grootje!", als hij iets ziet dat hem verbaast of kwaad maakt. Als jongen blijkt hij al ijzersterk te zijn en komt op voor de zwakkeren. Sommige mensen bekritiseren hem omdat hij dezelfde naam als hun gevierde hertog heeft. Anderen bewonderen hem en noemen hem "Sterke Jan" of "Jan Onversaagd". Jan is namelijk van niemand bang: "mensch noch dier, hel noch duivel". De enige die hem in bedwang kan houden is Moeder Neeltje. Jan weigert een vak te leren omdat hij vrij wil blijven, maar gaat af en toe de schippers helpen met het in- en uitladen van hun schepen. Een aantal keer raakt hij in gevecht met mensen die zich naar zijn gevoel onrechtvaardig gedragen. Steeds komt hij als overwinnaar uit de bus.
Jan heeft een neef, Thijs (door anderen "Rebbe" genoemd), met wie hij al jaren op slechte voet leeft. Thijs werkt als knecht van de grafdelver en is jaloers op Jans kracht. Op een dag besluit Thijs zich als spook te verkleden en Jan tijdens een wandeling op het kerkhof de stuipen op het lijf te jagen. Jan smijt Thijs echter tegen een muur, waarop hij op slag dood is. Als Thijs' moeder, Bella, hiervan hoort laat ze Jan oppakken wegens moord. Uit medelijden met de zwakke mannen die hem komen arresteren, laat Jan zich gewillig naar Het Steen voeren. Daar smijt iemand hem een steen in zijn nek. Jan rukt zich los en smijt de dader in de Schelde. Hij besluit de stad te ontvluchten om de bevolking en zijn grootmoeder van meer onheil te besparen.
Tijdens zijn omzwervingen is Jan getuige hoe een arme lijfeigene door zijn meester, boer Stans, mishandeld wordt. Hij grijpt in, waarna ook Hilda, de dochter van Boer Stans, tussenbeide komt. Jan besluit de lijfeigene, die Dokus heet, mee te nemen op zijn tocht. Ze worden algauw onafscheidelijk. In Dendermonde horen Jan en Dokus dat er een toernooi zal plaatsvinden tussen ene Raffel en ene Balt. Raffel beschuldigt Balt ervan zijn zuster te hebben aangevallen. Jan neemt het op voor Raffel omdat die minder sterk is dan Balt en besluit in zijn plaats te vechten. Tijdens het toernooi weet Jan Balt te verslaan, tot groot ongenoegen van de Heer van Moerzeke, die Balt steunde. Jan wordt vervolgens aan het hof van de Heer van Grembergen ontboden. Daar spot men met Jans gewone afkomst en de Heer van Moerzeke daagt Jan uit tot enkele krachtmetingen. Jan weet hem echter met gemak te overtroeven. Dit maakt de Heer van Moerzeke zo kwaad dat hij Jan aanvalt. Jan verslaat hem en Moerzeke wordt vervolgens door de rest van het hof verbannen.
Omdat ze vernomen hebben dat een monster, Kludde, de omgeving onveilig maakt, besluiten Jan en Dokus het wezen te zoeken. Jan wil namelijk weleens weten wat angst is. Ze treffen Kludde 's nachts in de bossen aan, waar Jan hem ontmaskert als de Heer van Moerzeke. De Heer wordt opgesloten en Jan en Dokus krijgen als dank prachtige, nieuwe kleren. Ze trekken verder en ontfermen zich onderweg over een gewonde zwerfhond die ze "Schol" noemen. De hond toont meteen aan dat het een dapper dier is wanneer het Jan en Dokus beschermt tegen een roedel uitgehonderde wolven die hen 's nachts proberen te besluipen. Het drietal trekt verder en zoekt onderdak bij een oud vrouwtje, wier zoon gewond in bed ligt nadat hij door wolven werd aangevallen. Jan besluit de dokterskosten te betalen. Het vrouwtje vertelt dat de hofmeester van Berlare, meester Staak, de omgeving uitbuit met zijn hoge belastingen en dat haar twee kleinzonen ter dood zijn veroordeeld wegens stroperij. Als Jan de hofmeester hierop aanspreekt en zijn naam vertelt gelooft die dat hij de echte Jan Zonder Vrees is en laat hij uit angst de twee kleinzonen vrij. Jan dwingt hem de bevolking voortaan beter te behandelen en zweert dat hij zal terugkeren indien de hofmeester zich hier niet aan houdt.
Jan en Dokus trekken verder naar Zonnebeke, waar de plaatselijke heer aan melaatsheid lijdt. Jan is er getuige hoe lepralijders behandeld worden en vindt dat iedereen ongeacht zijn afkomst gelijkwaardig behandeld moet worden. In het Vrijbos (Het Woud van Houthulst) zijn ze getuige van hoe dorpelingen een oud vrouwtje, Wanna, van hekserij beschuldigen. Jan en Dokus trekken naar Wanna's woning, maar treffen daar enkel haar dochter, Alwina, aan. Jan besluit samen met Schol naar Wanna te zoeken, terwijl Dokus bij Alwina blijft. Later komt Wanna gewond thuis, op de hielen gezeten door een razende menigte. Dokus besluit haar en Alwina te beschermen, maar moet na een lang gevecht uiteindelijk zwichten. Alwina trekt Dokus de hut binnen en de menigte steekt vervolgens het huis in brand. Dokus, Alwina, Wanna en Schol besluiten hun leven te verdedigen en snellen de hut weer uit. Net wanneer ze ondanks hun hevige strijd dreigen verslagen te worden, duikt Jan weer op die zoals gebruikelijk de belagers verslaat en op de vlucht doet slaan. Jan besluit met zijn vrienden naar Diksmuide te trekken en krijgt steun van het leger van Willem Staalhart die alles heeft gezien. Staalharts dochter werd ooit door Wanna verzorgd en is daarom Jan en zijn vrienden erg dankbaar dat ze Wanna gered hebben.
Terwijl Jan en zijn gezelschap verder trekken redden ze de hertogin van Bourgondië van struikrovers. Als dank slaat de hertog (de echte Jan Zonder Vrees) Jan tot ridder van Strazeele en verklaart dat Dokus voortaan een vrij man is. Alwina en Wanna willen hierop in het klooster gaan omdat zij als arme lieden het niet waard zouden zijn in het gezelschap van een edelman te verblijven. Jan schrikt hier hevig van en dwingt hen bij hem te blijven. Hij besluit met Alwina te trouwen, want hij had ooit beweerd te zullen trouwen met het eerste meisje dat hem aan het schrikken kon krijgen.
Zo reizen ze verder naar Diksmuide waar twee joden verdacht worden van een diefstal die ze niet gepleegd hebben. Niemand wil het voor hen opnemen omdat ze joods zijn. Jan verdedigt hen tegenover de schout, die onder de indruk van Jans adellijke titel voortaan belooft rechtvaardiger te zijn en de joden te beschermen. In een herberg krijgen Jan en zijn vrienden het vervolgens aan de stok met een groep edellieden die hun maaltijd willen inpikken. Jan smijt hierop hun aanvoerder, de heer van Merville, buiten. Vervolgens komt hertog Jan Zonder Vrees langs die de zaak zonder gevolg laat klasseren en Jan vraagt hem te helpen om de Engelse soldaten uit Sluis te verjagen. Na Jans overwinning worden ze in Brugge uitgebreid gevierd, treden Jan en Alwina in het huwelijk en worden Dokus, Alwina en Wanna in de adelstand verheven. Als ze later boer Stans weer tegenkomen huwt Dokus met diens dochter Hilda. Zo keert Jan terug naar Antwerpen waar hij herenigd wordt met zijn grootmoeder. De schout, die nog steeds Jan wil laten arresteren, schrikt nu Jan ridder is geworden en staat hem toe terug in Antwerpen te leven.

## Status
Het boek bevat naast de algemene plot ook uitleg over middeleeuwse gebruiken uit die tijd. De Kinder focust ook een paar maal op wetenschappers die Jan inlichten over de gevolgen die het buskruit zal hebben op de toekomstige oorlogsvoering. De auteur voert ook een opvallend pleidooi tegen geloof in hekserij en antisemitisme.
De meeste mensen die ooit van het fictieve personage Jan zonder Vrees gehoord hebben en/of het gelijknamige boek hebben gelezen weten haast steevast dat hij in “het Krabbenstraatje” geboren is. Waarschijnlijk vanwege de overbekende openingsregels van het boek en het feit dat deze straat nog steeds met hem geassocieerd wordt. De straat bestaat ook echt in Antwerpen en bevindt zich in de buurt van het Vleeshuis.

## Verfilmingen
Na een jeugdserie van het NIR uit 1956, inspireerde het verhaal in 1984 de gelijknamige tekenfilm door Jef Cassiers en Dirk De Paepe. "Jan zonder Vrees" (1984) was de eerste Vlaamse langspeeltekenfilm en ze werd door de BRT gefinancierd. De stemmen werden onder meer verzorgd door Jan Decleir (Jan Zonder Vrees), Jef Burm (Dokus) en ook Ann Petersen, Nolle Versyp en Dora van der Groen speelden mee in kleinere rollen.

## Vervolgen
Na C. De Kinder zijn er verscheidene auteurs gevolgd die vervolgen erover schreven. Deze zijn vrijwel allemaal uitgegeven door L. Opdebeeck. Hier zijn ze allemaal.
Jan zonder Vrees: avonturen in Spanje, 1969, Gysen Frank

Jan zonder Vrees tegen de zwarte ruiter, 1969, Roderyck

Jan zonder Vrees en de wrede pasja, 1970, Gysen Frank

Jan zonder Vrees en de bende van boekenberg,1971, Gysen Frank

Jan zonder Vrees en de schaduw van de galg, 1971, Karel Verleyen

Jan zonder Vrees: de wolvenkoning, 1972, Karel Verleyen

Jan zonder Vrees: de zwarte monnik, 1972, Karel Verleyen

Jan zonder Vrees: het zwaard van Nagykanissa, 1973, Karel Verleyen

Jan zonder Vrees en de verdwenen juwelen, 1973, Jo Briels

Jan zonder Vrees en de geest van Grimbold, 1974, Karel Verleyen

Jan zonder Vrees: het geheim van Katelijne, 1974, Gaston Van Camp

Jan zonder Vrees en de rovers van het vrijbos, 1976, Aster Berkhof

Jan zonder Vrees en de vreemde spionnen,1977, Gysen Frank

Jan zonder Vrees: de grauwe pijen, 1977, Karel Verleyen

Jan zonder Vrees: de rode beulskap, 1977, René Swartenbroekx

Jan zonder Vrees: in het graf van de hertog, 1977, Johan Ballegeer

Jan zonder Vrees: vecht in Frankrijk, 1978, Gysen Frank

Jan zonder Vrees en het zoete kruid, 1978, Jo Briels

Jan zonder Vrees: het mensenoffer, 1978, Piet Mortelman

Jan zonder Vrees en het zwarte poeder, 1980, Jo Briels

Jan zonder Vrees: de heksenmeester, 1980, Jo Briels

Jan zonder Vrees: het spookhuis, 1980, Piet Mortelman

Jan zonder Vrees: de streling van de haai, 1982, Jo Briels

Jan zonder Vrees: de valse pelgrim, 1983, Jo Briels

Jan zonder Vrees: het zwarte wildebeest, 1985, Jo Briels

Jan zonder Vrees: de gouden gordel, 1986, Yan Gout

## In populaire cultuur
- Jan zonder Vrees speelt een hoofdrol in het Suske en Wiske-album De knikkende knoken (nummer 303). Striptekenaar Willy Vandersteen las als kind ook Jan Zonder Vrees. De figuur zou hem kunnen geïnspireerd hebben tot Jerom. Kludde komt overigens ook voor in het Suske en Wiske-album De zwarte madam (1947).
- In de satirische strip Pest in ’t Paleis (1983), door Jan Bosschaert en Guido van Meir, wordt John Massis opgevoerd als: “Sterke Jan, uit het Krabbenstraatje…” Toevallig was de echte John Massis als kind ook fan van Jan Zonder Vrees.
- Jan Zonder Vrees is ook de naam van een liedje, geschreven door Danny Verbiest, Hans Bourlon, Gert Verhulst op muziek van Johan Vanden Eede en uitgevoerd door Spring.
- In de Krabbenstraat in Antwerpen is een café gevestigd dat "Jan Zonder Vrees" heet en de omslagafbeelding van De Kinders boek als uithangbord heeft.
- Jan Zonder Vrees is ook een driedelige stripreeks geschreven door Jo Lagrillière en getekend door Willem Dolphyn (onder pseudoniemen Dollière en Lagriphyn)
- In 2017 werd Jan zonder de Vrees, de musical opgevoerd in Brugge door musicalvereniging TeamJacques.